# Drissa Diakité (football)
Pour les articles homonymes, voir Drissa Diakité et Diakité.
 (décembre 2023).
Si vous disposez d'ouvrages ou d'articles de référence ou si vous connaissez des sites web de qualité traitant du thème abordé ici, merci de compléter l'article en donnant les références utiles à sa vérifiabilité et en les liant à la section « Notes et références ».
Drissa Diakité est un footballeur malien né le 18 février 1985 à Bamako au Mali. Il évolue au poste de latéral droit mais peut également jouer milieu défensif.

## Biographie

### En club
Drissa Diakité joue au Djoliba AC de Bamako pendant 3 ans comme latéral droit très percutant, avec une confiance hors norme. Il n'hésite en effet pas à dribbler les attaquants même en étant défenseur. Il joue aussi parfois libéro droit. C'est en Algérie qu'il est transformé en milieu défensif. 
Il joue ensuite à l'OGC Nice, à compter de janvier 2006, où il joue milieu défensif ou défenseur latéral droit.
Diakité est apprécié des supporters pour son engagement physique sans faille même si cela ne l'empêche pas de cumuler beaucoup de cartons jaunes lors des matchs de Ligue 1 avec l'OGC Nice. En fin de contrat à la fin de la saison 2011-2012, celui-ci n'est pas renouvelé, l'Olympiakos le recrute alors durant le mercato estival 2012.
Après une première saison compliquée en Grèce à l'Olympiakos (seulement 4 matchs de championnat disputés), il s'engage en faveur du SC Bastia pour une durée de 2 ans.

### En équipe nationale
Drissa Diakité reçoit 46 sélections officielles en équipe du Mali entre 2001 et 2015, sans inscrire de but.
Il participe avec la sélection malienne à trois Coupes d'Afrique des nations, en 2008, 2012 et 2015.
Il participe également aux Jeux olympiques d'été de 2004 organisés en Grèce.

## Palmarès
- Troisième de la Coupe d'Afrique des nations en 2012 avec l'équipe du Mali
- Champion du Mali en 2004 avec le Djoliba AC
- Champion de Grèce en 2013 avec l'Olympiakos
- Finaliste de la Coupe de la ligue en 2015 avec le SC Bastia